# Virginia Oldoini
Virginia Oldoini, Condessa de Castiglione (Florença, 22 de março de 1837 – Paris, 28 de novembro de 1899) foi uma aristocrata e agente secreta italiana, célebre por ter sido a amante do imperador Napoleão III de França. Em parte, ela foi responsável pela unificação italiana, devido à influência que adquiriu sobre o imperador. Ela também foi uma figura significativa no início da história da fotografia como modelo e colaboradora do fotógrafo Pierre-Louis Pierson.

## Biografia

### Primeiros anos
Nascida em 22 de março de 1837 em Florença, Virginia Elisabetta Luisa Carlotta Antonietta Teresa Maria Oldoini, era filha do marquês spezzino, Filippo Oldoini, e da marquesa Isabella Lamporecchi, membros da nobreza menor da Toscana. Virginia recebeu uma educação esmerada, falava quatro idiomas fluentemente e dominava a música e a dança. Ela logo se destacou por sua notável beleza entre o resto dos jovens aristocratas, e ficou conhecida entre eles como «a Pérola da Itália», embora em seu ambiente familiar, ela foi apelidada de "Nicchia".
Em 1854, aos dezessete anos, contraiu matrimônio com Francesco Verasis Asinari, conde de Castiglione e Costigliole, doze anos mais velho que ela, que se mostrou desde o início uma pessoa fria, de natureza reservada, muito diferente da condessa. Ela adorava festas e viagens e mostrava-se com um caráter alegre e dissipado. Eles tiveram um único filho chamado Giorgio que morreria de varíola em tenra idade sem ter atingido a adolescência. Pouco a pouco as diferenças de caráter os separaram.
Virginia continuou a ir a festas e bailes sem a companhia do marido. Em um destes bailes ela conheceu seu primo, o conde de Cavour, primeiro-ministro do rei Vítor Emanuel II da Sardenha-Piemonte. Cavour pensou em utilizar a beleza de sua prima para conseguir a unificação italiana, buscando influenciar o imperador francês, Napoleão III, a enfrentar a Áustria. Se o Piemonte obtivesse sucesso, a Casa de Saboia reinaria sobre todo o território italiano. Sabia-se que Napoleão III gostava de mulheres bonitas, então convenceu a condessa a ir a Paris como "espiã" para "aconselhar" o imperador de que era conveniente atacar o inimigo austríaco. Para este plano, eles também tiveram a ajuda do marido da condessa. Ambos partiram para Paris junto com seu filho.

### Missão em Paris

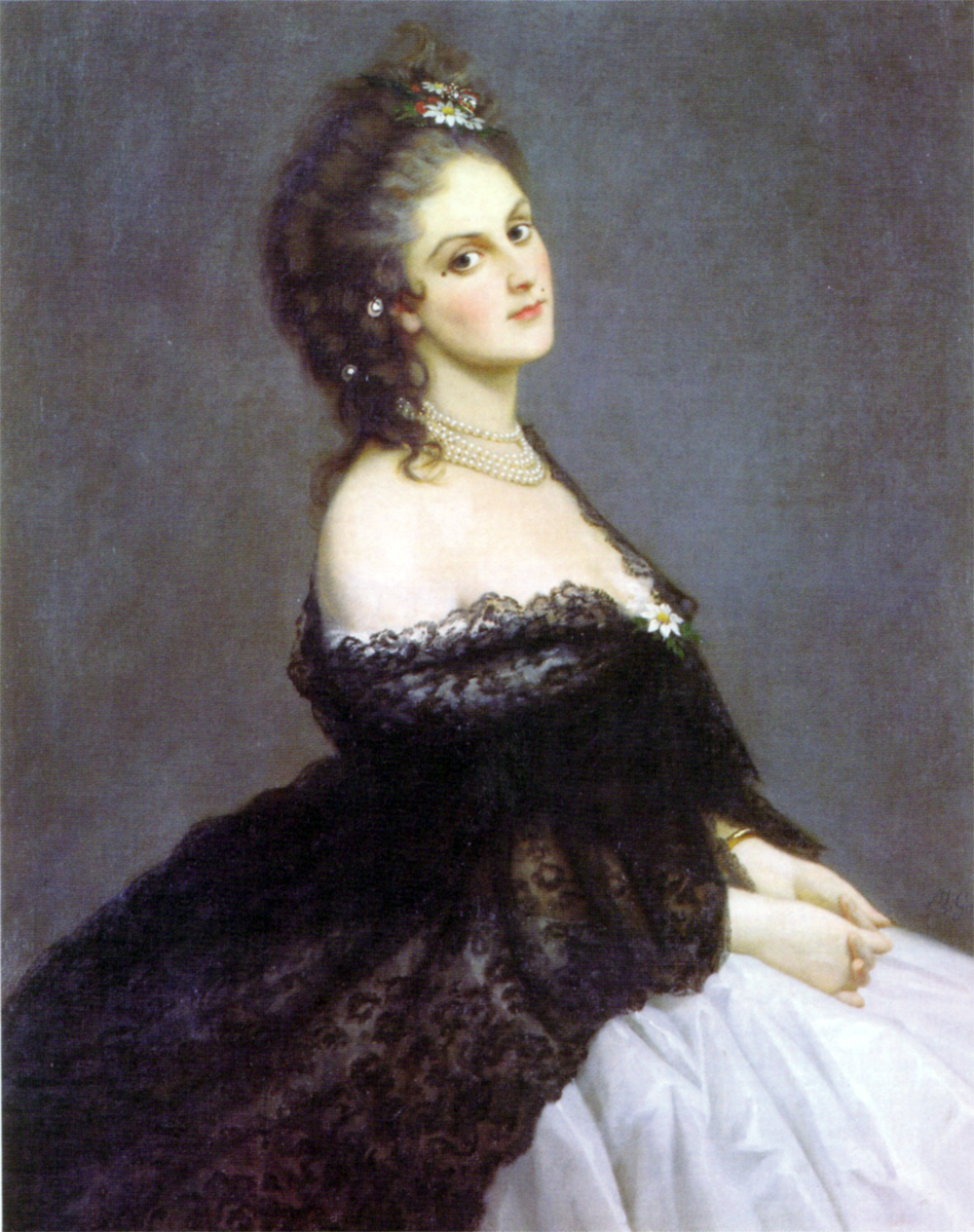
Condessa de Castiglione pintada em Paris, 1862 por Michele Gordigiani

A condessa começou suas aventuras no cenário internacional no dia de Natal de 1855, quando chegou a Paris com o marido Francesco e seu filho Giorgio. Aparentemente, eles estavam lá para visitar à prima da condessa, Maria Walewska, cujo filho, conde Alexandre Colonna-Walewski, também era filho de Napoleão Bonaparte. No entanto, a verdadeira causa da viagem de Castiglione à capital francesa era: o encontro entre ela e Napoleão III.
A bem relacionada Castiglione não esperou muito tempo para ser levada até a Corte francesa. Em poucos dias, ela foi apresentada a Napoleão III e sua esposa Eugénia, em um baile. Os ingressos da condessa para festas e danças se tornaram uma lenda. Sempre atrasada, ela fez o marido escoltá-la até um canto da sala, onde observou a grande atenção que sua presença produzia. Lá, ela esperou que os anfitriões realizassem as apresentações e ficou jubilosa apenas quando o imperador ou a imperatriz a cumprimentaram. Ela ficou conhecida como a "Mulher do Amor Imperial".

## Na ficção
A vida da condessa foi representada em 1942 no filme italiano La contessa Castiglione e em 1954 no franco-italiano La Contessa di Castiglione, sendo interpretada neste último por Yvonne De Carlo.

## Honrarias
- Dama da Ordem das Damas Nobres da Rainha Maria Luísa